# Danh sách nhân vật trong Kimi no koto ga Dai Dai Dai Dai Daisuki na 100-nin no Kanojo
Đây là danh sách các nhân vật của bộ truyện Kimi no koto ga Dai Dai Dai Dai Daisuki na 100-nin no Kanojo

## Gia đình Rentarou
Aijou Rentarou (愛城 恋太郎)
Lồng tiếng bởi: Katou Wataru (Tiếng Nhật)
Rentarou đã yêu và bị từ chối hàng trăm lần trước khi bắt đầu câu chuyện, điều đó khiến anh luôn cố gắng hoàn thiện bản thân hơn. Do một sai lầm của thần tình yêu, đến cuối đời trung học, Rentarou đã có số mệnh là có 100 người bạn tâm giao. Khi Rentarou giao tiếp bằng mắt với một trong những người bạn gái của mình lần đầu tiên, một cảm giác như bị sốc bao trùm lấy anh và bạn gái mới. Rentarou thực sự yêu từng người bạn gái mới mà anh gặp, thậm chí còn vượt qua hoàn toàn bài kiểm tra bằng máy phát hiện nói dối khi được hỏi về tính hợp pháp của cảm xúc của anh. Trong chương 146, Rentarou nói rõ rằng anh ấy sẽ gả tất cả bạn gái của mình cho 25 người bạn gái khi đó của mình, tất cả đều đồng ý chia sẻ anh ấy và tiếp tục là một phần của "Gia đình Rentarou". Anh ấy thường làm mọi cách, đôi khi đến mức cực đoan để giữ cho tất cả họ được hạnh phúc. Anh ấy cũng ghét làm những điều dâm ô với bạn gái của mình trừ khi thực sự cần thiết, nhưng luôn có những kế hoạch dự phòng cực đoan để giảm thiểu tính chất của tình huống.

#### Các bạn gái của Rentarou
| Bạn gái | Tên                                                     | Lồng tiếng bởi | Tóm tắt |
| ------- | ------------------------------------------------------- | -------------- | --- |
| 1 và 2  | Hanazono Hakari (花園 羽香里)                           | Kaede Hondo    | Một trong hai người bạn gái đầu tiên của Rentarō, cùng với Karane Inda, cũng như một trong những người bạn cùng lớp của anh ấy ở lớp 1–4. Hakari xuất thân từ một gia đình giàu có và thích thể hiện vẻ ngoài nghiêm túc, đứng đắn nhưng lại khá thể xác trong tình cảm và đôi khi có thể biến thái. Mẹ của Hakari ban đầu không đồng tình với mối quan hệ của cô với Rentarō, trước khi nhận ra tình cảm thật của anh ấy (bản thân cô cũng trở thành bạn gái). Cô thỉnh thoảng hợp tác với mẹ mình để lôi kéo Rentarō và bạn gái của anh ta thực hiện những hành động đồi trụy. |
| 1 và 2  | Inda Karane (院田 唐音)                                 | Miyu Tomita    | Một trong hai người bạn gái đầu tiên của Rentarou, cùng với Hakari Hanazono, và một trong những bạn cùng lớp của Rentarou ở lớp 1–4. Karane có tính cách tsundere và luôn gặp khó khăn trong việc che giấu cảm xúc thật của mình. Tuy nhiên, cuối cùng cô cũng thừa nhận rằng tính cách của cô là điều khiến cô trở nên đặc biệt. Mặc dù ban đầu cô không thích ý tưởng Rentarō có nhiều bạn gái nhưng cô nhanh chóng chấp nhận họ. Ngoài việc yêu Rentarō, cô còn bị Hakari thu hút một cách bí mật. |
| 3       | Yoshimoto Shizuka (好本 静)                             | Maria Naganawa | Bạn gái thứ ba của Rentarou và là bạn cùng lớp của anh ở lớp 1–4. Nhút nhát đến mức câm lặng, Shizuka liên tục bị các bạn học bắt nạt và bị mẹ bạo hành trước khi gặp Rentarou. Cô ấy là một con mọt sách, người ban đầu chỉ có thể giao tiếp qua những đoạn trong cuốn sách yêu thích của mình bằng cách chỉ vào chúng khi cố gắng trả lời ai đó. Rentarō phát triển một ứng dụng nói cho cô ấy để cô ấy có thể tự do giao tiếp bằng cách đọc thuộc lòng những dòng cô ấy chạm vào bằng kỹ thuật số, cũng như một ngân hàng từ vựng. Cô ấy đặc biệt yêu thích những cuốn sách lãng mạn giả tưởng nhưng không biết bơi. |
| 4       | Nano Eiai (栄逢 凪乃 Eiai Nano)                         | Asami Seto     | Bạn gái thứ tư của Rentarou và là bạn cùng lớp từ lớp 1–4. Nano trầm tính đến mức vô cảm và sợ độ cao. Cô ấy thông minh và có khả năng tối ưu hóa cao trong cuộc sống hàng ngày, loại bỏ mọi chuyển động và hành động không cần thiết để đạt được hiệu quả tối đa. Nano ban đầu gặp khó khăn trong việc tập trung khi lần đầu yêu Rentarō, khiến lối sống của cô trở nên hỗn loạn. Điều này thay đổi sau khi hẹn hò với anh ấy, nơi cô ấy chấp nhận tình cảm của mình và ngăn anh ấy đốt những bức ảnh họ chụp trên đó. |
| 5       | Kusuri Yakuzen (薬膳 楠莉 Yakuzen Kusuri)               | Ayaka Asai     | Bạn gái thứ năm của Rentarou. Là học sinh trung học năm thứ ba, Kusuri là chủ tịch câu lạc bộ Hóa học tại trường trung học của Rentarou và chuyên tạo ra những loại thuốc có tác dụng kỳ lạ khi sử dụng. Về mặt kỹ thuật, cô ấy mới 18 tuổi, nhưng cô ấy dành phần lớn thời gian trong cơ thể của một đứa trẻ 8 tuổi do một loại thuốc được cho là khiến cô ấy bất tử. Cô ấy cũng có một loại thuốc trung hòa có thể hoàn nguyên phần lớn thuốc của cô ấy tác dụng, điều này bao gồm cả loại thuốc bất tử không thành công mà chỉ có thể bị vô hiệu tạm thời. Cô ấy hành động giống như vẻ ngoài bình thường của mình, mặc tã, nói chuyện ở ngôi thứ ba và kết thúc câu nói của mình bằng nanoda (なのだ). |
| 6       | Hahari Hanazono (花園 羽々里 Hanazono Hahari)           | Sumire Uesaka  | Bạn gái thứ sáu của Rentarou và mẹ của Hakari. Cô sinh ra Hakari khi cô mười ba tuổi, do yêu một bạn học mắc bệnh nan y. Biết rằng anh không còn sống được bao lâu nữa, cô đã tự mình thụ tinh nhân tạo bằng tinh trùng của anh để họ có thể trở thành một gia đình trước khi anh qua đời. Hahari ban đầu không đồng tình với mối quan hệ của Hakari với Rentarō, nhưng cô lại suy nghĩ khi chính mình yêu Rentarō. Sau đó, cô mua lại trường học của anh và trở thành chủ tịch mới để ở gần anh. Cô ấy yêu thích những thứ dễ thương, có tình cảm với Rentarou và các bạn gái của anh ấy (với tư cách là một người mẹ) và chia sẻ một số khuynh hướng hư hỏng của con gái mình. |
| 7       | Kurumi Haraga (原賀 胡桃 Haraga Kurumi)                 | Amane Shindō   | Bạn gái thứ bảy của Rentarou. Kurumi là một học sinh trung học năm thứ ba có khả năng trao đổi chất rất cao, khiến cô rất dễ đói. Cô ấy liên tục đeo tai nghe và đội mũ trùm đầu để ngăn chặn càng nhiều cuộc nói chuyện liên quan đến đồ ăn càng tốt do cô ấy cảm thấy thèm ăn khi nghe những từ giống như đồ ăn. Kurumi được cho là có hai tính cách phụ thuộc vào mức độ đói của cô ấy. Khi no cô ấy rất tốt bụng và hiền lành, nhưng khi đói cô ấy lại nóng nảy và cộc cằn. Thật không may, tính cách thứ hai thường chiếm ưu thế do cô ấy gần như liên tục đói. |
| 8       | Mei Meido (銘戸 芽衣 Meido Mei)                         | Suzuko Mimori  | Bạn gái thứ tám của Rentarou. Mei là một trong những người giúp việc của gia đình Hanazono, được Hahari tìm thấy sau khi cô bị cha mẹ ruột bạo hành và bỏ rơi. Cô ấy đặc biệt trung thành với Hahari và sẽ thực hiện mọi yêu cầu của cô ấy mà không thắc mắc. Một trò đùa khiến Mei có ý định tự tử nếu cô không hoàn thành nhiệm vụ, thường dẫn đến việc Hahari phải hủy bỏ lệnh ngăn cản cô. Mặc dù Mei thường nhắm mắt để che đi đôi mắt màu cầu vồng nhưng điều này không ngăn cản cô lái xe hoặc lái trực thăng. |
| 9       | Iku Suto (須藤 育 Sutō Iku)                             | Rie Takahashi  | Bạn gái thứ chín của Rentarou, cùng năm với anh (lớp 1–3). Iku là thành viên cuối cùng còn lại trong đội bóng chày của trường, khi các thành viên khác quyết định học bóng chày ở Mỹ. Cô ấy khổ dâm, tìm thấy niềm vui khi làm việc quá sức đến mức kiệt sức và bị tổn thương nhẹ. Một câu chuyện bổ sung trong tập thứ năm tiết lộ rằng chứng khổ dâm của cô bắt đầu khi cô nảy sinh tình yêu với bóng chày khi còn trẻ. Ban đầu, cô thấy việc luyện tập quá vất vả và đau đớn, nhưng sau khi được anh trai động viên, cô quyết định tiếp tục. Tuy nhiên, vì cô được khuyên phải tiếp tục cố gắng ngay cả khi nó đau, nên cô coi nỗi đau là một điều tốt. |
| 10      | Mimimi Utsukushisugi (美杉 美々美 Utsukushisugi Mimimi) | Lynn           | Bạn gái thứ mười của Rentarou và là học sinh năm thứ hai tại trường của anh ấy. Mặc dù Mimimi là một cô gái bị ám ảnh bởi sắc đẹp nhưng cô nhận thức được rằng sắc đẹp không thể mua được một cách đơn giản. Vì coi vẻ đẹp bên trong của mình cũng quan trọng nên cô ấy làm việc chăm chỉ bằng cách tự kiếm tiền, thực hiện các liệu trình chăm sóc da mặt và tự học cách diễn đạt. Ban đầu cô coi Nano là đối thủ khi đánh bại Mimimi trong cuộc thi sắc đẹp ở trường trung học cơ sở của họ và sau đó hắt hủi cô. Sau khi Nano xin lỗi về quá khứ của mình, cả hai trở thành bạn bè và duy trì mối quan hệ thân thiện. |
| 11      | Meme Kakure (華暮 愛々 Kakure Meme)                     | Kanon Takao    | Bạn gái thứ mười một của Rentarou và một người bạn cùng lớp khác của anh từ lớp 1-4. Meme cực kỳ nhút nhát và cố gắng trở thành "nhân vật nền". Đặc điểm hình thể nổi bật nhất của cô là phần tóc mái liên tục che đi đôi mắt do sự bất an của cô. Meme đan những con thú nhồi bông nhỏ như một sở thích, thứ mà cô ấy dùng như một trò tiêu khiển để trốn khỏi tầm nhìn khi bối rối. Cuối cùng, cô ấy trở nên thoải mái hơn khi ở bên những người bạn gái khác của Rentarou và dạy họ cách đan lát. |
| 12      | Chiyo In (伊院 知与 Īn Chiyo)                           | —              | Bạn gái thứ mười hai của Rentarou và là em họ học cấp hai của anh. Chiyo có xu hướng cực kỳ ngăn nắp, điều này khiến cô cảm thấy khó chịu khi có thứ gì đó vô tổ chức hoặc cẩu thả đến mức cô phải can thiệp và sửa chữa chúng. Mặc dù là "lớp trưởng" của lớp nhưng cô lại thầm không thích những kỳ vọng quá cao mà họ đặt vào cô. Chiyo rất dễ lo lắng khi bị mất kính, khiến cô ấy khóc như mưa. Trong khi Rentarou dè dặt về việc hẹn hò với em họ của mình, anh lại mủi lòng sau khi chứng kiến lời thú nhận chân thành và trong sáng của cô. |
| 13      | Nadeshiko Yamato (大和 撫子 Yamato Nadeshiko)           | —              | Bạn gái thứ mười ba của Rentarou. Nadeshiko (người tự gọi mình là Nadī-sensei) chuyển đến trường của anh ấy, nơi cô trở thành giáo viên tiếng Nhật mới. Ban đầu cô ấy tự nhận mình là người Mỹ cho đến khi người ta tiết lộ rằng cô ấy là một Ameriboo thuần chủng của Nhật Bản. Khi còn nhỏ, cha mẹ cô đã bắt cô phải học và giữ gìn cách cư xử của một quý cô Nhật Bản đúng mực. Sau đó, cô đã nổi loạn sau khi khám phá và xem một bộ phim Mỹ cho thấy trẻ em Mỹ được phép tự do so với quá trình nuôi dạy của chính cô. Cha mẹ cô đã từ chối cô khi cô bắt đầu làm mẫu cho cả cuộc đời mình xoay quanh "sự tự do" của nước Mỹ. |
| 14      | Yamame Yasashiki (優敷 山女 Yasashiki Yamame)           | —              | Bạn gái thứ mười bốn của Rentarō và là bạn cùng lớp của Iku từ lớp 1-3. Yamame to và cao hơn những người bạn gái khác của Rentarō nhưng được Rentarō miêu tả là người có tâm hồn hiền lành, yêu thiên nhiên. Là thành viên câu lạc bộ làm vườn của trường, cô ấy quan tâm quá mức đến mọi dạng động vật hoang dã (bao gồm cả cỏ dại). Cô từng không thích cơ thể phì nhiêu của mình khi còn trẻ nhưng lại tự hào về điều đó vì cô có thể bảo vệ và giúp đỡ thiên nhiên. Sau khi chứng kiến một trận cháy rừng, cô phát triển chứng sợ lửa vì lửa giết chết thực vật và động vật. Sau vụ cháy nhà kính của trường, cô đã thổ lộ tình cảm của mình với Rentarou vì đây là lần đầu tiên có người bảo vệ cô. |
| 15      | Momiji Momi (茂見 紅葉 Momi Momiji)                     | —              | Bạn gái thứ mười lăm của Rentarou. Momiji là bạn cùng lớp của Kurumi và là một nhân viên mát-xa lành nghề, người đã đưa "khách hàng" của cô (những học sinh khác) vào trạng thái cực kỳ hạnh phúc. Mặc dù cô ấy nói rằng cô ấy thích "sự mềm mại" của cơ thể phụ nữ, nhưng cô ấy lại yêu Rentarō sau khi nhận thấy cơ thể độc đáo của anh ấy là một công cụ hoàn hảo để luyện tập. Ước mơ của cô là trở thành một nhân viên mát-xa nổi tiếng và người mẫu ống đồng mát-xa cá nhân. |
| 16      | Yaku Yakuzen (薬膳 ヤク Yakuzen Yaku)                   | —              | Bạn gái thứ mười sáu của Rentarou và bà của Kusuri. Mặc dù về mặt kỹ thuật bà đã 89 tuổi nhưng bà cũng có ngoại hình của một bé gái 8 tuổi do nguyên mẫu thuốc trường sinh bất tử của Kusuri. kiến thức và sự quyến rũ trưởng thành của phụ nữ. Yaku gặp chồng mình ở vùng chiến sự khi bà còn là một bác sĩ nhưng sau đó đã góa chồng. Bà cũng chia sẻ một biến thể của tật máy giật bằng lời nói của cháu gái mình, kết thúc câu của mình bằng "nanoja (なのじゃ)" (là một phiên bản cổ xưa hơn). |
| 17      | Kishika Torotoro (土呂瀞 騎士華 Torotoro Kishika)       | —              | Bạn gái thứ mười bảy của Rentarou. Kishika là bạn cùng lớp của Kusuri và là đội trưởng đội kiếm đạo của trường. Cô có năm anh chị em, tất cả đều do cô tự mình chăm sóc do bố mẹ cô vắng mặt. Khi có ai cố gắng chạm vào cô ấy, cô ấy trở nên cực kỳ phản ứng và đáng sợ. Điều này che giấu mong muốn thầm kín của cô là được chiều chuộng, chiều chuộng và chiều chuộng. Cô trở thành bạn gái của Rentarou sau khi anh phát hiện ra bí mật của cô, nhưng khi chiều chuộng cô, anh ngạc nhiên khi biết rằng cô cũng là một người ấu trĩ. Kishika sau đó được cho là đã nhận thức được sự tôn sùng của mình và vô cùng xấu hổ về điều đó. |
| 18      | Ashi Kedarui (毛樽井 亜愛子衣 Kedarui Āshī)             | —              | Bạn gái thứ mười tám của Rentarou và học lớp 1-1 ở trường trung học. Āshī ăn mặc và nói chuyện như một gyaru, và tính cách tự nhận mình là "huyết áp thấp". Điều này khiến cô luôn có vẻ mặt thoải mái, ngay cả khi nói rằng mình có động lực hoặc phấn khích. Sau khi gặp Rentarō và đi đến một con bọ chét đi chợ để bán những thứ dễ thương chưa sử dụng của mình, cô ấy có cảm hứng để một ngày nào đó điều hành một cửa hàng bán những thứ dễ thương và hy vọng Rentarō sẽ giúp hỗ trợ ước mơ mới của mình. Cô ấy thích Rentarō gọi cô ấy là Ahko hơn. |
| 19      | Uto Nakaji (中二 詩人 Nakaji Uto)                       | —              | Bạn gái thứ mười chín của Rentarou. Uto là một học sinh trung học năm thứ hai Chūnibyō được xác định là một thi sĩ lang thang giống như Snufkin. Cô ấy mặc bộ quần áo màu xanh lá cây phù hợp và chơi ocarina, mặc dù rất kém. Uto có xu hướng nói chuyện theo kiểu thơ mộng, vòng vo hoặc sử dụng phương pháp Socrates. |
| 20      | Mai Meido (女井戸 妹 Meido Mai)                         | —              | Bạn gái thứ hai mươi của Rentarou.Mai là cháu gái của quản gia trưởng trước đây của gia đình Hanazono. Cô chọn trở thành một quản gia sau khi gặp Mei, người mà cô sau này trở thành thần tượng và tự nhận là em gái nhỏ. Vì rất muốn bảo vệ Mei, Mai ban đầu ghét Rentarō vì đã hẹn hò với cô ấy. Mai cuối cùng đã phải lòng Rentarō sau khi cô ngã và anh đã đỡ cô, mắt họ giao nhau trong quá trình đó. Cô thường mơ màng khi nghĩ về Mei và sau đó là Rentarō, điều này khiến cô trở nên vụng về vào những thời điểm không thích hợp. |
| 21      | Momoha Bon'noji (盆能寺 百八 Bon'nōji Momoha)           | —              | Bạn gái thứ 21 của Rentarou. Momoha là giáo viên môn Xã hội học 27 tuổi tại trường của Rentarou, cô dạy học sinh năm hai với trọng tâm là dạy đạo đức. Thật không may, trớ trêu thay, cô lại có xu hướng phung phí tiền của mình vào cờ bạc và rượu bia, khiến cô trở thành người vô gia cư. Sau đó, cô trở thành cố vấn của Câu lạc bộ Làm vườn sau khi đến sống trong một căn lều cạnh khu vườn của Yamame. Momoha cũng tỏ ra là người có tính cách hào phóng khi thường xuyên sử dụng tiền của mình để cung cấp dụng cụ cho Câu lạc bộ Làm vườn. |
| 22      | Rin Baio (灰尾 凛 Baio Rin)                             | —              | Bạn gái thứ 22 của Rentarou và là bạn cùng lớp của Uto. Rin là học sinh trung học năm thứ hai tập chơi violin vì bố mẹ cô đều là nghệ sĩ violin. Sau khi vô tình xem một cảnh ngắn trong Resident Evil khi còn nhỏ, cô ấy bí mật cảm thấy thích thú với bất kỳ hình thức miêu tả bạo lực nào. Rentarou cho phép Rin thể hiện ham muốn của mình và cô có xu hướng kêu lên "violen-suwa" khi bị kích thích. |
| 23      | Su Hifumi (一二三 数 Hifumi Sū)                         | —              | Bạn gái thứ hai mươi ba của Rentarō và là bạn cùng lớp của Āshī. Suu yêu thích những con số đến mức cô thẳng thắn nói rằng cô yêu chúng một cách lãng mạn. Cô ấy không thích hầu hết những thứ khác và phớt lờ những cuộc trò chuyện ban đầu của Rentarou với cô ấy vì anh ấy không phải là một con số. Suu sau đó dần yêu mến Rentarō và đề nghị làm bạn gái của anh ấy sau khi anh ấy tạo dáng để giống với những con số. |
| 24      | Eira Kaho (火保 エイラ Kaho Eira)                       | —              | Bạn gái thứ 24 của Rentarou. Eira là sinh viên đại học năm thứ hai mang dòng máu lai Brazil tại Đại học Ohananomitsu. Cha cô là một huấn luyện viên Capoeira và cô là một học viên tích cực. Cô ấy có một nỗi sợ hãi kỳ lạ đối với những đồ vật hoặc hiện tượng mà cô ấy "không thể đá", do thể chất chúng không thể bị đá (như hắt hơi hoặc cảm xúc) hoặc những thứ mà xã hội không thể chấp nhận để đá (như trẻ sơ sinh hoặc mèo). Tuy nhiên, nếu có thể đá được thứ gì đó, cô ấy tỏ ra vô cùng dũng cảm, thậm chí còn đá vào một chiếc ô tô đang chạy quá tốc độ. Tên của cô ấy nghe giống Capoeira. |
| 25      | Tama Nekonari (猫成 珠 Nekonari Tama)                   | —              | Bạn gái thứ 25 của Rentarou. Tama là một cô gái 21 tuổi, ngày càng mệt mỏi với cuộc sống nhân viên văn phòng và quyết định từ chối nhân tính của mình. Cô ấy ăn mặc và hành động như một con mèo, thậm chí lần đầu tiên cô ấy bắt gặp phải ngồi trong một chiếc hộp giống như một con vật cưng được cho làm con nuôi. Sau khi được Rentarou chiều chuộng, người ban đầu sẵn sàng "nuôi" cô như một con mèo, cô quyết định làm việc một lần nữa miễn là Rentarō sẵn sàng hẹn hò với cô, vì cô nhận ra rằng vì giờ cô có lý do để làm việc nên cô có lý do để làm việc. điều gì đó đáng mong đợi sau những ngày làm việc của cô ấy. |
| 26      | Himeka Saiki (才奇 姫歌 Saiki Himeka)                   | —              | Bạn gái thứ 26 của Rentarou. Himeka là học sinh năm nhất chuyển trường và là một thần tượng nổi tiếng với nghệ danh "Kiki". Mặc dù là một ca sĩ xuất sắc nhưng cô ấy lại có sở thích làm những điều bất thường trong những nhiệm vụ và tình huống trần tục để trở nên nổi bật hơn. Ban đầu, cô từ chối Rentarō vì cho rằng anh "bình thường", nhưng khi nghe tin anh có 25 người bạn gái vào thời điểm đó, cô lập tức đề nghị trở thành bạn gái. "Himeka" có nghĩa đen là "công chúa bài hát" và "Saiki" có nghĩa đen là "tài năng kỳ lạ". |
| 27      | Matsuri Dei (出井 祭李 Dei Matsuri)                     | —              | Bạn gái thứ 27 của Rentarou và là bạn cùng lớp của Chiyo. Matsuri là một học sinh trung học năm thứ nhất có nửa dòng máu Anh thông qua mẹ cô. Cô ấy nói bằng phương ngữ Tokyo Shitamachi và thường xuyên ăn mặc theo phong cách Gothic Lolita. Cô ấy thích làm việc tại các lễ hội Matsuri, lần đầu gặp Rentarō khi đang làm món yakisoba cùng ông bà cô. Lúc đầu, cô ấy khó chịu vì tin rằng Rentarō chỉ xem lễ hội như một phương tiện để ghi điểm cho các cô gái thay vì tận hưởng lễ hội. Sau khi chứng minh rằng mình thực sự thích lễ hội, Matsuri phải lòng Rentarou và ngỏ ý muốn trở thành bạn gái. Matsuri là từ tiếng Nhật để chỉ các lễ hội của Nhật Bản. |
| 28      | Shina Usami (宇佐美 椎奈 Usami Shīna)                   | —              | Bạn gái thứ hai mươi tám của Rentarou. Shīna là một học sinh trung học năm thứ hai mắc chứng sợ tự kỷ nghiêm trọng và không thể làm mọi việc khi ở một mình. Mặc dù thích các hoạt động nhóm như thể thao đồng đội nhưng cô lại ghét các hoạt động solo như trượt băng nghệ thuật. Cô ấy được giới thiệu lần đầu tiên trong một chương trình bịt miệng, nơi cô ấy hòa nhập vào các bạn gái của Rentarō và cho thấy những bức ảnh của Rentarō, chỉ để các cô gái tự hỏi cô ấy là ai. Shīna tiếp cận nhóm sau khi nhìn thấy họ cùng nhau và mong muốn trở thành một phần của nhóm. Cô chính thức trở thành bạn gái của Rentarou trong chương giới thiệu tiếp theo. |
| 29      | Meru Zetsuboda (雪房田 夢留 Zetsubōda Meru)             | —              | Bạn gái thứ hai mươi chín của Rentarou. Meru là một cô gái có vẻ ngoài u ám, nói chuyện với vẻ tuyệt vọng nhưng cô không truyền tải những cảm xúc này cho người khác. Cô quyết định tìm hiểu về tất cả các loại bất hạnh trên thế giới sau khi bị bắt nạt, chỉ để đi đến kết luận rằng thế giới này không thể cứu vãn được. Tuy nhiên, tình yêu dành cho truyện cổ tích và chứng kiến niềm vui hạnh phúc thuần khiết của trẻ em khi đọc những cuốn tiểu thuyết như vậy đã truyền cảm hứng cho cô trở thành tác giả truyện cổ tích và đã xuất bản một số cuốn sách. Cuốn sách của cô mang đến cho độc giả niềm hạnh phúc. |
| 30      | Saki Tomogara (輩 先 Tomogara Saki)                     | —              | Bạn gái thứ ba mươi của Rentarō. Saki là một học sinh năm thứ ba, đóng vai trò là "Shadow" Bancho, thậm chí còn ăn mặc như một kẻ bất hảo. Cô là học sinh lớn tuổi nhất đã ghi danh kể từ khi cô học lại năm thứ ba theo lựa chọn của riêng mình vì cô thích "thâm niên" của mình hơn những học sinh khác. Cô ghét bị coi thường vì cô thấp hơn đáng kể so với Rentarō, nhưng chứng kiến lòng tốt của Rentarō trong việc giúp cô duy trì danh tiếng của mình, cô đã gia nhập gia đình. |
| 31      | Nemu Nemui (根向井 寧夢 Nemui Nemu)                     | —              | Bạn gái thứ ba mươi mốt của Rentarō. Nemu là học sinh trung học năm thứ hai. Là một thợ đóng giày nhiệt thành, cô cực kỳ buồn ngủ đến mức bị ngủ rũ. Tuy nhiên, trong khi ngủ, cô là người mộng du và vẫn có thể tương tác với môi trường xung quanh theo những cách tuyệt vời, mặc dù cô không thể nói và chứng mộng du của cô càng làm cạn kiệt năng lượng của cô. Cô phải lòng Rentarō sau khi anh cứu cô khỏi việc diễu hành vào một công trường xây dựng và sau đó quan tâm đến cô khi cô ngủ thiếp đi (trong thời gian đó, bản thân cô mộng du đã đưa anh đi hẹn hò trọn vẹn). Cô cố gắng bày tỏ tình cảm của mình bằng cách làm cho anh một đôi giày nhưng không thể đưa cho anh cho đến khi cô lại ngủ thiếp đi. Rentarō chấp nhận tình cảm của cô, mặc dù cô nghĩ đó chỉ là giấc mơ của mình, và cô gia nhập gia đình. |
| 32      | Hasuha Hasu (端須 蓮葉 Hasu Hasuha)                     | —              | Bạn gái thứ ba mươi hai của Rentarō và là bạn cùng lớp của Iku và Yamame từ Lớp 1-3. Tự nhận mình là thám tử vĩ đại, Hasu có khứu giác mạnh mẽ và có thể suy luận chính xác thông qua khứu giác. Tuy nhiên, cô ấy quá phụ thuộc vào khứu giác của mình đến nỗi cô ấy phải vật lộn để đưa ra ngay cả những trực giác cơ bản đòi hỏi nhiều hơn là chỉ khứu giác. Đúng như dự đoán, sau khi ngửi thấy mùi hương của Rentarō, cô ấy đã yêu anh ấy. |
| 33      | Kimari Morikita (守北 季鞠 Morikita Kimari)             | —              | Bạn gái thứ ba mươi ba của Rentarō. Cô là cố vấn hướng nghiệp cho học sinh 27 tuổi và là giáo viên giáo dục công dân tại trường của anh, nổi tiếng là người rất nghiêm khắc. Là con gái của một thẩm phán và cảnh sát, cô được nuôi dạy để trở thành người tuân thủ quy tắc và tuân thủ nghiêm ngặt mọi luật lệ và quy tắc, thường bị xa lánh vì là kẻ mách lẻo hoặc hay cằn nhằn. Cô vô thức muốn phá vỡ các quy tắc, đỏ mặt khi nhìn thấy hành vi phá vỡ quy tắc, và cuối cùng đã phá vỡ một quy tắc sau khi Rentarō thú nhận với cô và hôn cô. Kể từ đó, cô cảm thấy vừa tội lỗi vừa phấn khích mỗi khi nhìn thấy một "quy tắc" bị phá vỡ, ngay cả những quy tắc tầm thường như chạy trong hành lang trường học. |
| 34      | —                                                       | —              | TBA |
| 35      | —                                                       | —              | TBA |
| 36      | —                                                       | —              | TBA |
| 37      | —                                                       | —              | TBA |
| 38      | —                                                       | —              | TBA |
| 39      | —                                                       | —              | TBA |
| 40      | —                                                       | —              | TBA |
| 41      | —                                                       | —              | TBA |
| 42      | —                                                       | —              | TBA |
| 43      | —                                                       | —              | TBA |
| 44      | —                                                       | —              | TBA |
| 45      | —                                                       | —              | TBA |
| 46      | —                                                       | —              | TBA |
| 47      | —                                                       | —              | TBA |
| 48      | —                                                       | —              | TBA |
| 49      | —                                                       | —              | TBA |
| 50      | —                                                       | —              | TBA |
| 51      | —                                                       | —              | TBA |
| 52      | —                                                       | —              | TBA |
| 53      | —                                                       | —              | TBA |
| 54      | —                                                       | —              | TBA |
| 55      | —                                                       | —              | TBA |
| 56      | —                                                       | —              | TBA |
| 57      | —                                                       | —              | TBA |
| 58      | —                                                       | —              | TBA |
| 59      | —                                                       | —              | TBA |
| 60      | —                                                       | —              | TBA |
| 61      | —                                                       | —              | TBA |
| 62      | —                                                       | —              | TBA |
| 63      | —                                                       | —              | TBA |
| 64      | —                                                       | —              | TBA |
| 65      | —                                                       | —              | TBA |
| 65      | —                                                       | —              | TBA |
| 66      | —                                                       | —              | TBA |
| 67      | —                                                       | —              | TBA |
| 68      | —                                                       | —              | TBA |
| 69      | —                                                       | —              | TBA |
| 70      | —                                                       | —              | TBA |
| 71      | —                                                       | —              | TBA |
| 72      | —                                                       | —              | TBA |
| 73      | —                                                       | —              | TBA |
| 74      | —                                                       | —              | TBA |
| 75      | —                                                       | —              | TBA |
| 76      | —                                                       | —              | TBA |
| 77      | —                                                       | —              | TBA |
| 78      | —                                                       | —              | TBA |
| 79      | —                                                       | —              | TBA |
| 80      | —                                                       | —              | TBA |
| 81      | —                                                       | —              | TBA |
| 82      | —                                                       | —              | TBA |
| 83      | —                                                       | —              | TBA |
| 84      | —                                                       | —              | TBA |
| 85      | —                                                       | —              | TBA |
| 86      | —                                                       | —              | TBA |
| 87      | —                                                       | —              | TBA |
| 88      | —                                                       | —              | TBA |
| 89      | —                                                       | —              | TBA |
| 90      | —                                                       | —              | TBA |
| 91      | —                                                       | —              | TBA |
| 92      | —                                                       | —              | TBA |
| 93      | —                                                       | —              | TBA |
| 94      | —                                                       | —              | TBA |
| 95      | —                                                       | —              | TBA |
| 96      | —                                                       | —              | TBA |
| 97      | —                                                       | —              | TBA |
| 98      | —                                                       | —              | TBA |
| 99      | —                                                       | —              | TBA |
| 100     | —                                                       | —              | TBA |

## Các nhân vật khác
Asakawa (浅川, Asakawa)
Lồng tiếng bởi: Satomi Amano
Cô gái thứ 100 đã từ chối Rentarou sau khi anh tỏ tình với cô.
Người bạn vô danh A (友人A, Yūjin Ei)
Lồng tiếng bởi: Misuzu Yamada
Bạn của Rentarou cho đến khi họ tốt nghiệp cấp hai.
Thần tình yêu (神様)
Lồng tiếng bởi: Shigeru Chiba
Vị thần của một ngôi đền địa phương, người đã thông báo cho Rentarou rằng do anh ấy thường xuyên cầu nguyện tại ngôi đền của mình, và một phần do anh ấy bị phân tâm khi xem Castle in the Sky, anh ấy đã quá may mắn cho Rentarou được gặp 100 người bạn tâm giao trong thời trung học của mình.
Baba An (馬場杏)
Lồng tiếng bởi: Kujira
Hiệu phó trường trung học của Rentarou. Cô ấy có ngoại hình rất kỳ lạ và được biết đến với việc đuổi theo những học sinh có hành vi sai trái trong trường, thường trừng phạt các nam sinh bằng những nụ hôn cẩu thả. Cô ấy có xu hướng chạy bằng bốn chân một cách đáng sợ.
Thủ lĩnh Liên minh Gorira
Lồng tiếng bởi: Saitou Kimiko
Lãnh đạo của Liên minh Gorira (呉莉羅連合, Gorira Rengō), một băng đảng đua xe đạp Nhật Bản được thành lập vào đầu thế kỷ 21. Cô ấy là một người phụ nữ vạm vỡ giống một con khỉ đột. Cô ấy đang hẹn hò với một chàng trai nhỏ nhắn mà cô ấy đã cứu khỏi một chiếc ô tô chạy quá tốc độ và đã yêu trong vụ việc.
Bố của Hakari (羽香里の父)
Chàng trai giấu tên mắc bệnh nan y mà Hahari đã yêu khi cô còn là một nữ sinh. Trước khi chết, Hahari đã được ông thụ tinh vào năm 13 tuổi, dẫn đến sự ra đời của Hakari. Rentarou gặp linh hồn của mình sau khi giải cứu Hakari và khiến Hahari yêu anh ấy.
Iin Hiro/Chú Hiro (ヒロ叔父さん)
Cha của Chiyo và chú của Rentarou. Hiro chấp thuận mối quan hệ của Chiyo với Rentarou mặc dù là anh em họ vì Rentarou đã đẩy anh ta ra khỏi đường một chiếc ô tô đang chạy quá tốc độ khi Rentarou còn là một cậu bé.
Kijineta Toruru (雉根田 兎留々)
Chủ tịch câu lạc bộ báo chí của trường, người cố gắng lấy ảnh của Meme cho tờ báo của trường, mặc dù trong câu chuyện mà cô ấy xuất hiện, Mimimi đã hỗ trợ giúp Meme trốn.
Quali/Kuori Tina (九織 ティーナ)
Một cựu thần tượng nhạc pop, người đã đào tạo các bạn gái của Rentarou thành thần tượng, chỉ bỏ rơi họ khi những cô gái chất lượng hơn từ chối bỏ những cô gái kém chất lượng hơn khỏi sân khấu. Tên của cô ấy theo thứ tự tiếng Nhật là một cách chơi chữ của "chất lượng".
Nozawa Yukiko/Nozawa-sensei (野澤先生)
Người vẽ minh họa cho manga. Cô ấy xuất hiện lần đầu ở chương 69 khi Rentarou đến thăm cô ấy để giúp vẽ manga để bạn gái mới của anh ấy có thể thực hành xoa bóp cho đàn ông, và sau đó xuất hiện trong chương 94.
Akogare và Manesu
Hai bạn học cùng trường của Chiyo thường đến công viên gần đó hút thuốc. Chiyo và Naddy đều cố gắng ngăn cản họ làm như vậy bằng các phương pháp của riêng họ. Ở cuối chương trình họ xuất hiện, tiết lộ rằng họ chỉ giả vờ hút thuốc.
Cha mẹ của Kusuri (楠莉の父母)
Con trai và con dâu của Yaku, giống như con gái của họ, cả hai đều phát triển thuốc. Lần đầu tiên được giới thiệu trong Chương 74, họ cũng uống thuốc trường sinh thất bại của Kusuri và kết quả là xuất hiện như những đứa trẻ 8 tuổi. Không giống như Yaku, cha mẹ của Kusuri đã uống một loại thuốc trường sinh tương tự như Kusuri, do đó họ có thể tạm thời trở lại hình dáng thật của mình bằng loại thuốc vô hiệu hóa. Đặc biệt, cha của Kusuri rất giỏi về các loại thuốc tăng cường cơ thể mà thuốc không bị vô hiệu hóa. Giống như Kusuri và Yaku, họ cũng kết thúc câu nói của mình bằng một biến thể của các câu nói trong lời nói, bố của Kusuri kết thúc bằng "Nanosa" (なのさ) và mẹ của Kusuri kết thúc bằng "Nanoyo" (なのよ).
Tập đoàn Nghiêm túc
Một công ty do một người họ hàng xa của Iku đứng đầu. Các sản phẩm và dịch vụ của họ có chất lượng cao đến mức đáng kinh ngạc đến mức những người không biết về hoạt động của họ thường gặp phải những tình huống rắc rối.
Thị trưởng thị trấn Tôi-ghét-nó
Một thị trưởng thành phố Nhật Bản. Bất chấp nỗi ám ảnh về lễ hội thể thao hàng năm, thị trấn của ông vẫn chưa giành được chiến thắng dù chỉ một lần. Ông ấy xem Tôi-yêu-nó như một thị trấn đối thủ.
Mẹ của Shizuka (静の母, Shizuka no Haha)
Lồng tiếng bởi: Madoka Yonezawa
Mẹ của Shizuka. Bà thường xuyên bạo hành con gái mình do con gặp khó khăn trong giao tiếp bằng lời nói. Lần đầu xuất hiện trong một đoạn hồi tưởng ngắn ở chương 3, sau đó cô xuất hiện ở chương 134 và 135 khi phát hiện ra việc Shizuka sử dụng ứng dụng chuyển văn bản thành giọng nói để nói chuyện thay cô, và cô đã tịch thu điện thoại của mình do tin rằng Rentarou đã kích hoạt. Shizuka bằng cách cung cấp ứng dụng cho cô ấy. Sau khi Rentarou đối mặt với cô ấy về điều này, cô ấy đã nhận ra sai lầm trong cách làm của mình và trả lại điện thoại cho con gái mình.